# Joaquim dos Santos e Silva

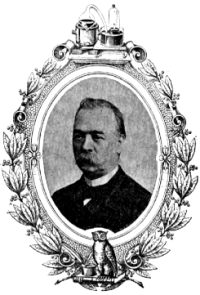
Joaquim dos Santos e Silva (1842-1906). Fonte: Rev. Quím. Pura Apl. 2(1906)117.

Joaquim dos Santos e Silva (Vila Seca, Condeixa-a-Nova, 25 de Janeiro de 1842 — Coimbra, 22 de Fevereiro de 1906), foi um farmacêutico, químico-analista e toxicologista português do Século XIX

## Vida e obra
Farmacêutico pela Universidade de Coimbra. Em 1864, quando ainda era estudante, foi convidado para ajudante dos trabalhos práticos do Laboratório Químico da mesma Universidade. Aí contactou e aprendeu com o químico alemão Bernhard Tollens, que durante um curto espaço de tempo dirigiu os trabalhos práticos do Laboratório Químico. Nos anos lectivos de 1871/72 e 1872/73, foi autorizado a estudar na Alemanha, para se habilitar a dirigir os trabalhos práticos do Laboratório em substituição do professor alemão. Estudou primeiro em Göttingen, com Tollens e Friedrich Wöhler. Depois, terminou os seus estudos trabalhando no laboratório de Kekulé, em Bonn. Aqui obteve o ácido monobromo-canfo-carbónico e os seus sais de bário e prata, sobre os quais publicou uma memória no jornal da Sociedade Química de Berlim. No regresso, em 1873, foi-lhe atribuída a direcção dos trabalhos práticos no laboratório da Universidade de Coimbra. Aí, publicou os Elementos de análise química qualitativa (Coimbra, 1874; reed. 1884) e procedeu a inúmeras análises químicas de águas minerais. Dedicou-se igualmente à química toxicológica, colaborando  na realização de análises toxicológicas ou químico-legais ordenadas pelos tribunais da Comarca de Coimbra, entre 1878 e 1899. Em 1892 participou, pelo lado da defesa, na polémica médico-legal do célebre caso de Urbino de Freitas, contra os pareceres do grupo de peritos onde participou António Joaquim Ferreira da Silva. Em 1899 foi nomeado químico analista do Conselho Médico-legal de Coimbra. Em 1902 foi nomeado professor de química legal e sanitária na Escola de Farmácia de Coimbra. Faleceu em 1906.

## Principais publicações
- Elementos de analyse chimica qualitativa. Coimbra: Imp. da Universidade, 1874.
- O problema médico-legal no processo Urbino de Freitas. Documentos compil. Augusto António da Rocha e Joaquim dos Santos e Silva. Coimbra: Impr. Universidade, 1892.